# Rometta Apuana
Rometta Apuana is een plaats (frazione) in de Italiaanse gemeente Fivizzano.